# Фрейзі (Міннесота)
Фрейзі (англ. Frazee) — місто (англ. city) в США, в окрузі Бекер штату Міннесота. Населення — 1335 осіб (2020).

## Географія
Фрейзі розташоване за координатами 46°43′44″ пн. ш. 95°42′14″ зх. д. / 46.72889° пн. ш. 95.70389° зх. д. (46.728945, -95.703985).  За даними Бюро перепису населення США в 2010 році місто мало площу 2,88 км², з яких 2,75 км² — суходіл та 0,13 км² — водойми.

## Демографія
Згідно з переписом 2010 року, у місті мешкало 1350 осіб у 540 домогосподарствах у складі 325 родин. Густота населення становила 469 осіб/км².  Було 595 помешкань (207/км²).
Расовий склад населення:
| - 88,1 % — білих - 5,1 % — корінних американців - 1,6 % — чорних або афроамериканців - 0,6 % — азіатів |

До двох чи більше рас належало 4,4 %. Частка іспаномовних становила 2,4 % від усіх жителів.
За віковим діапазоном населення розподілялося таким чином: 25,9 % — особи молодші 18 років, 55,6 % — особи у віці 18—64 років, 18,5 % — особи у віці 65 років та старші. Медіана віку мешканця становила 36,7 року. На 100 осіб жіночої статі у місті припадало 83,2 чоловіків;  на 100 жінок у віці від 18 років та старших — 80,7 чоловіків також старших 18 років.
Середній дохід на одне домашнє господарство  становив 48 838 доларів США (медіана — 41 000), а середній дохід на одну сім'ю — 52 742 долари (медіана — 50 750). Медіана доходів становила 44 750 доларів для чоловіків та 27 277 доларів для жінок. За межею бідності перебувало 15,9 % осіб, у тому числі 16,7 % дітей у віці до 18 років та 16,7 % осіб у віці 65 років та старших.
Цивільне працевлаштоване населення становило 595 осіб. Основні галузі зайнятості: освіта, охорона здоров'я та соціальна допомога — 25,7 %, виробництво — 19,7 %, роздрібна торгівля — 15,3 %.